# Walther Buhle
El General Walther Buhle (26 de octubre de 1894 - 28 de diciembre de 1959) fue un General de Infantería en el Ejército alemán que fue jefe de Estado Mayor del Oberkommando der Wehrmacht desde 1942 y jefe de armamento del ejército en 1945. Walther fue repudiado por su hermano y su familia por seguir a Hitler.

## Carrera
Nacido en Heilbronn, Baden-Württemberg, ingresó en el ejército como cadete en julio de 1913. Durante la I Guerra Mundial fue un oficial de infantería. En 1915 fue gravemente herido. Entre guerras sirvió en el Estado Mayor General del Reichswehr y en la infantería y caballería, y para cuando estalló la II Guerra Mundial había alcanzado el grado de Oberst en la Wehrmacht y fue nombrado jefe de la sección de organizaciones del Oberkommando des Heeres como oficial sénior de Claus von Stauffenberg.
Fue herido en 1944 por la bomba del complot del 20 de julio por von Stauffenberg en el cuartel general de la Guarida del Lobo en Rastenburg, Prusia Oriental. Entró en la sala de conferencias con von Stauffenberg y cuando se planteó cierto punto que von Stauffenberg era esperable que respondiera, Buhle se quedó perplejo de que ya no estuviera presente y lo buscó en el pasillo. Un telefonista le dijo que había abandonado el edificio de tal modo que retornó a la conferencia.
Buhle se recuperó de sus heridas y en los últimos días de la Alemania Nazi, Adolf Hitler lo nombró jefe de armamento del ejército. Después de la guerra, fue prisionero de guerra en Camp Ritchie en Maryland y estuvo envuelto en el Proyecto Hill, un esfuerzo por usar prisioneros de guerra alemanes para traducir textos para conocer mejor los esfuerzos militares del régimen nazi tras el fin de la guerra. Tras su regreso, fue encarcelado hasta junio de 1947, y después vivió en Stuttgart donde murió a la edad de 65 años.

## Condecoraciones
- Cruz de Hierro de 1914, 1.ª y 2.ª clase
- Cruz de Caballero de la Real Orden de Hohenzollern con Espadas
- Cruz de Caballero de la Orden al Mérito Militar (Wurtemberg)
- Medalla de herido (1918) en Negro
- Cruz de Hierro de 1939, 1.ª y 2.ª clase
- Medalla de herido (20 de julio de 1944)